# 혜성 먼지
혜성 먼지는 혜성에서 나온 우주 먼지를 말한다. 혜성 먼지는 혜성의 근원에 단서를 제공한다. 
혜성의 근원의 모델은 1) 성간 모델 2) 태양계 모델 3) 원시 잡물질 더미 4)천왕성-해왕성 주위의 먼지 디스크 내의 미행성의 뭉침 5) 원시 태양풍에 의해 밀려난 물질의 차가운 껍질 등이 있다.
밀도와 화학 성분과 같은 혜성 먼지의 벌크 특성은 모델 간에 차이가 있다.
예를 들면 혜성과 성간물질의 동위원소 비율은 매우 흡사하며 같은 근원을 지닌다는 것을 보여준다.
1. 성간 모델은 태양 생성 이전의 고밀도 구름 내의 먼지 덩어리 위에 얼음이 형성된다고 말한다. 얼음과 먼지의 혼합물은 그 후 큰 화학적 변화 없이 뭉쳐서 혜성이 된다. J. 메이요 그린버그가 처음 이 아이디어를 1986년에 제안하였다.
2. 태양계 모델은 성간 구름에 형성된 얼음이 원시 태양 주위를 가스와 먼지의 착증 디스크의 부분으로 기화한다는 것이다. 기화한 얼음은 후에 다시 응고되고 혜성으로 조립된다. 그리하여 이 모델의 혜성은 성간의 얼음에서 직접 만들어진 혜성과 다른 성분을 지닐 것이다.
3. 원시 잡물질 덩어리 모델은 목성이 형성되는 영역에서 혜성이 뭉쳐졌다는 설이다.

빌트 2 혜성의 먼지 내의 결정 실리케이트의 혜성 먼지 발견은 뜨겁고 어린 별 주위의 안쪽 디스크 영역 내에 유리 온도(>1000K) 이상으로 먼지가 형성되고 진화한 적색 거성 또는 초거성의 아웃플로 내에 응축된 별 또는 별에서 먼 거리 떨어진 내부 영역에서 성운 내에서 방사상으로 혼합됨을 의미한다. 빌트 2 혜성의 성분은 새로 생성되는 별 주위의 착증 디스크의 외부 영역에서 발견되는 먼지의 성분과 흡사하다. 
혜성과 그 먼지는 주요 행성 궤도 너머의 태양계의 조사를 가능하게 한다. 혜성은 그들의 궤도에 따라 구분된다. 장주기 혜성은 길고 타원의 궤도를 지니며 우리 태양계의 평면에 대해 임의의 방향으로 기울어 있으며 주기는 200년 이상이다. 단주기 혜성은 대개 태양계 평면에 대해 30도 이하로 기울어져 있으며 같은 반시계 방향으로 태양을 회전한다. 주기는 200년 이하이다.
혜성은 궤도를 가로지를 때 다양한 조건을 경험할 것이다. 장주기 혜성은 대부분의 시간 동안 태양에서 매우 멀어서 얼음이 증발하지 않는다. 지구 행성의 영역을 통과할 때에 증발은 매우 빨라져 작은 낱알을 날릴 것이나 가장 큰 낱알들은 끌려가지 못하고 유성의 핵심에 남아서 먼지 층을 형성하기 시작할 것이다.
태양에 가까이에서 가열과 증발의 비율은 매우 커서 어떠한 먼지도 남지 못한다.